# Farmacija
Farmacíja, tudi zdraviloslovje, (starogrško φάρμακον: fármakon – zdravilo) je znanstvena veda o zdravilih. Nanaša se na izdelavo zdravil in njihovo uporabo v zdravstvu. 
V zgodovini so bili farmacevti predvsem izdelovalci zdravil po naročilu bolnikov. Danes so farmacevti strokovnjaki na področju načrtovanja, izdelave, distribucije in uporabe zdravil. 

## Področja farmacije
Sodobna farmacija vključuje naslednja področja:
- Farmacevtska kemija – je veja farmacije, ki proučuje kemične strukture spojin in njihove vplive na delovanje (glej QSAR), sintezo, lastnosti, obstojnost in analitiko (istovetnost, čistost in vsebnost) učinkovin in pomožnih snovi.
- Farmacevtska biologija – ukvarja se z biološkimi osnovami farmacije, s pridobivanjem farmacevtskih substanc iz naravnih virov, kot so na primer zdravilne rastline (zelišča, droge), glive (npr. fermentacija antibiotikov) ali redkeje živali. V zadnjem času so nova spoznanja v molekularni biologiji in genski tehnologiji omogočila tudi napredek farmacevtske biotehnologije, ki se ukvarja predvsem s pridobivanjem bioloških zdravil, to je zdravil, ki vsebujejo proteine (npr. rekombinantni človeški inzulin).
- Farmacevtska tehnologija – je veda, ki se ukvarja s pripravo farmacevtskih oblik. Pri tem so zlasti pomembne interakcije med sestavinami, ki jih vsebuje končni farmacevtski izdelek.
- Farmakologija in toksikologija – zajemata fiziologijo, patofiziologijo ter učinkovanje učinkovin in toksičnih snovi v telesu.
- Klinična farmacija – je novejše področje farmacije, ki predstavlja most med farmacevtsko znanostjo in prakso. V središču zanimanja niso učinkovine in zdravila, pač pa bolnik.

## Izobraževanje farmacevtov
S področja farmacije poznamo naslednje stopnje izobrazbe:
- farmacevtski tehnik
- magister farmacije
- specialist
- magister farmacevtskih znanosti
- doktor farmacevtskih znanosti

Naziv farmacevtski tehnik dobi, kdor konča srednješolski program farmacije, ki ga poučujejo na Srednji šola za farmacijo, kozmetiko in zdravstvo v Ljubljani.
Naziv magister farmacije dobi, kdor zaključi petletni univerzitetni študijski program farmacije, ki ga v Sloveniji izvajajo na Fakulteti za farmacijo, Univerze v Ljubljani.